# Joseph Friedrich August Darbes

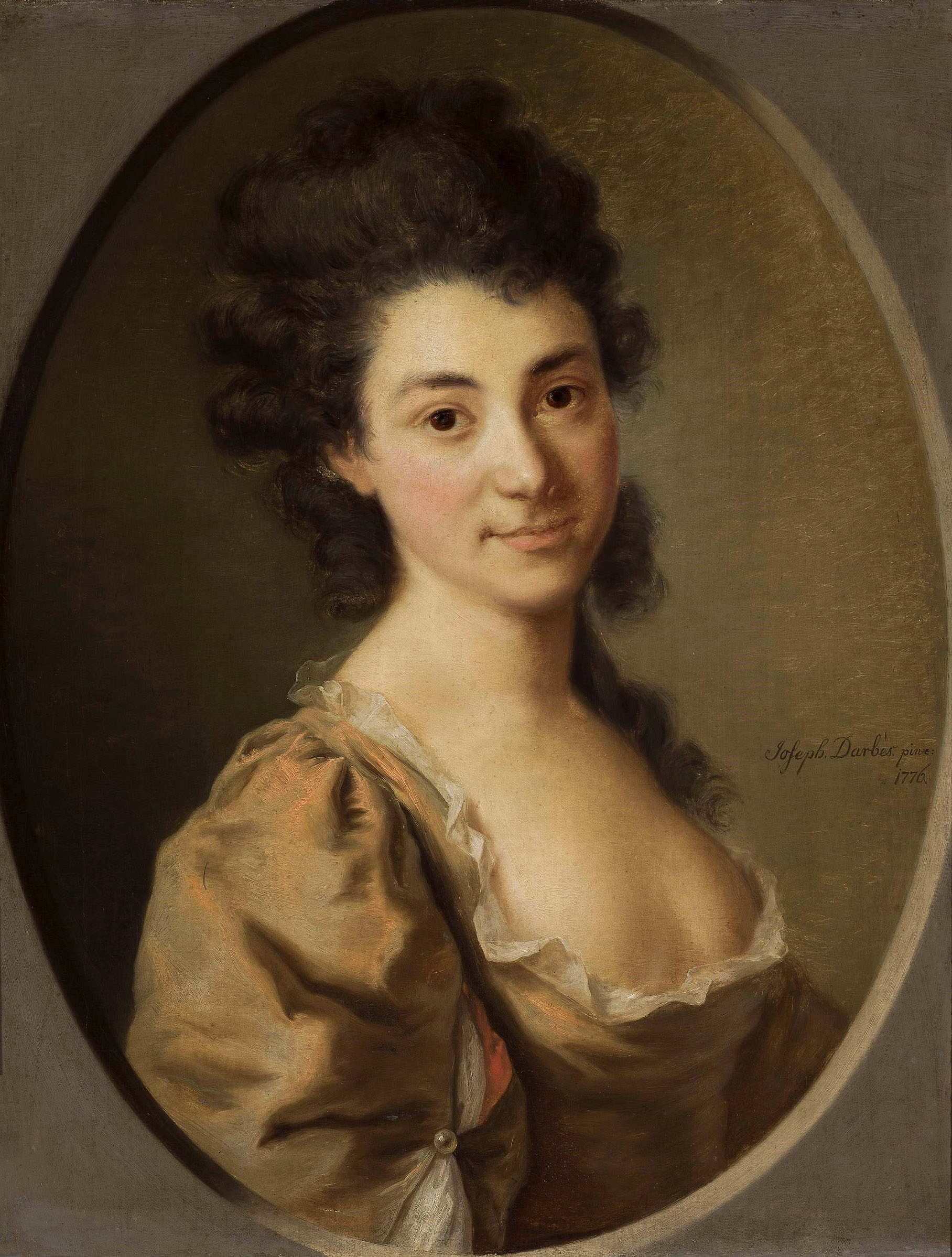
Portret damy z dużym dekoltem, 1776, Muzeum Narodowe w Warszawie.

Joseph Friedrich August Darbes (ur. 29 września 1747 w Hamburgu, zm. 16 czerwca 1810 w Berlinie) – malarz niemiecki.
Studiował w Kopenhadze. Podróżował po całych Niemczech, Holandii i Francji. Przez krótki czas przebywał też w Polsce. Od 1773 roku działał przez 10 lat w Kurlandii i Petersburgu, gdzie portretował carów (Katarzyna Wielka, Paweł I Romanow). W 1785 roku powrócił do Niemiec. Od 1796 roku profesor Akademii Sztuk Pięknych w Berlinie.